# John Renbourn
John Renbourn (Marylebone, 8 de agosto de 1944 - Hawick, 26 de marzo de 2015) fue un guitarrista y compositor británico. Conocido sobre todo por su participación en el grupo Pentangle y sus colaboraciones con Bert Jansch y Stefan Grossman, mantuvo antes, después y durante una prolífica carrera en solitario.
Aun etiquetado como músico folk, los gustos e intereses de John fueron también la música antigua, el blues, la world music y la música medieval (uno de sus discos más representativos, Sir John Alot (1968)), está basado en melodías medievales).

## Carrera
John Renbourn estudió guitarra clásica en la escuela y tomó contacto durante este período con la Música medieval. En los años 50, junto con muchos otros, estuvo fuertemente influenciado por el skiffle y eso le llevó a explorar a otros intérpretes como Leadbelly, Josh White y Big Bill Broonzy.
En los 60 la nueva música popular era el rhythm & blues y se notaba el impacto de Davey Graham. En 1961 Renbourn realizó una gira por el Sur Oeste con Mac MacLeod, que repitió en 1963. Tocó brevemente en una banda de R'n'B mientras estudiaba en el Kingston College of Art en Londres. Aunque el revival folk ya estaba en marcha, la mayoría de los clubes de folk seguían inclinándose hacia lo tradicional y los guitarristas y las canciones con acompañamiento no eran bienvenidas. En cualquier caso, The Roundhouse, en Londres, era más tolerante, y en él John Rebourn se unió a la cantante de blues y góspel Dorris Henderson y grabó dos álbumes con ella.
Posiblemente el más famoso lugar de folk contemporáneo de Londres en los años 60 fue Les Cousins en Greek Street, Soho; se convirtió en el mayor punto de encuentro de guitarristas y cantautores de Gran Bretaña y América. Hacia 1963, Renbourn se unió a Bert Jansch, quien había llegado de visita a Londres desde Edimburgo, y juntos desarrollaron un estilo que vino a llamarse folk barroco. Su álbum Bert an John es una muestra de ello.
Publicó varios discos con Transatlantic Records durante los años 60. Dos de ellos, Sir Jon Alot y Lady and the Unicorn resumen su estilo de esa época. El primero es una mezcla de jazz/blues y folk sobre una base de música clásica y antigua; en el segundo se aprecia más el gusto de John por la música medieval.
En esa época, Renbourn comenzó a tocar con Jacqui McShee, quien cantaba canciones tradicionales inglesas. Junto con Bert Jansch, el bajista Danny Thompson y el batería Terry Cox, formaron Pentangle. El grupo se hizo famoso: viajó por América en 1968, tocó en el Carnegie Hall y en el Newport Folk Festival.
A mediados de los 80 John volvió a la Universidad a graduarse en composición, dado que en aquel tiempo se había enfocado en la música clásica, aunque seguía enfocándola desde su punto de vista folk.
Continuó grabando y girando. Hizo una gira por EE. UU. con Archie Fisher. En el 2005 viajaron a Japón (por cuarta vez en ese país) incluyendo el Tokio Uchida y Woody Mann. En el 2006 tocaron una serie de galas en Inglaterra, incluyendo apariciones junto a Robin Williamson y Jacqui McShee. En este 2007 estaban trabajando en un nuevo álbum en solitario y una colaboración con Clive Carroll en los música de la película Driving Lessons dirigida por Jeremy Brock.
Renbourn murió el 26 de marzo de 2015, a los 70 años de un ataque al corazón en su casa de Hawick, cerca de la frontera escocesa.

## Guitarras
En los primeras grabaciones usaba una guitarra Scarth. Unas guitarras de manufactura inglesa, usadas principalmente por instrumentistas de bandas de baile, con trasera y laterales de arce, con la tapa arqueada, y una pieza en la cola (al estilo de la mayoría de las guitarras de jazz, pero con la boca redonda. Esa guitarra es claramente visible en la portada del disco de 1965 John Renbourn.
A mediados de los 60 compró una Gibson J-50. Esta sería la principal guitarra acústica usada a finales los 60 y primeros de 70; se le puede ver con ella en la porada del disco de 1971 Faro Annie. Durante este periodo, también usó una Gibson ES-335 semi-acústica tocándola como solista.
A mediados de los 70, Renbourn compró una Guild D-55 la cual usó durante varios años junto a Stefan Grossman. Más tarde en los 70 tras ver la guitarra Franklin que tenía Grossman, comenzó a usar un modelo OM de dicha marca, basada en el estilo de las Martin, hecho por Nick Kukich quien fundara la compañía de guitarras Franklin. John siguió usando esa guitarra más otra fabricada por Ralph Bown en 1985

## Fallecimiento
John Renbourn fue encontrado muerto en su casa de Glasgow, Escocia, en la madrugada del 26 de marzo del 2015. Como causa de fallecimiento, los medios hablaron de "causas naturales".

## Discografía

### Solitario
- John Renbourn (1965)
- Another Monday (1967)
- Sir John A Lot of Merry Englandes Musyk Thynge and ye Grene Knyghte (1968)Tapiz de Flandes, ca. 1510. Imagen empleada en la portada de "The Lady and the Unicorn".
- The Lady and the Unicorn (1970)
- Faro Annie (1972)
- So Clear (1973)
- Heads and Tails (1973)

Tapiz de Flandes, ca. 1510. Imagen empleada en la portada de "The Lady and the Unicorn".

- The Guitar of John Renbourn (1976, released 2005, aka The Guitar Artistry of John Renbourn)
- The Hermit (1976)
- The Black Balloon (1979)
- One Morning Very Early (1979)
- Under the Volcano (1980)
- Enchanted Garden (1980)
- The Nine Maidens (1986)
- Shines Bright (1987)
- Folk Blues of John Renbourn (1988)
- Medieval Almanac (1989)
- Will the Circle Be Unbroken (1995)
- Lost Sessions (1996)
- Traveller's Prayer (1998)

### En Grupo
Con The John Renbourn Group
- A Maid in Bedlam (1977)
- The Enchanted Garden (1980)

Con Ship of Fools
- Ship of Fools (1988)

### Colaboraciones
Con Dorris Henderson
- There You Go (1965)
- Watch the Stars (1967)

Con Stefan Grossman
- Live In (1978)
- John Renbourn and Stefan Grossman (1978)
- Keeper of the Vine (1982)
- The Three Kingdoms (1986)
- Snap a Little Owl (1997)

Con Bert Jansch
- Bert and John (1966)
- After The Dance (1992)

Con Bert Jansch and Conundrum
- Thirteen Down (1979)

### Recopilaciones
- The Essential Collection Vol 1: The Soho Years (1986)
- The Essential Collection Vol 2: The Moon Shines Bright (1987)
- Essential John Renbourn (1992)
- Collection (1995)
- Definitive Transatlantic Collection (1998)

### En Vivo
- Live in America (1981) - The John Renbourn Group
- Live ... In Concert (1984) - John Renbourn and Stefan Grossman.

### DVD
- Rare Performances 1965 - 1995 (2004)
- In Concert (2004)